# 高薦 (萬曆進士)
高薦（1553年—？），字應詔，號揚庭，河南懷慶衛人，軍籍，明朝政治人物。同進士出身。

## 生平
萬曆元年（1573年）癸酉科河南鄉試第六十五名，萬曆八年（1580年）庚辰科會試第二百五十一名，登三甲第七十三名進士。吏部觀政，万历八年（1580年）任南直隶嘉定县知县，十一年调簡钜鹿知县，十四年贬懷仁縣典史，十六年升穀城知县，二十年调黔江县 。
後任秦王府長史。

## 家族
曾祖高和；祖父高越；父高軒，曾任壽官。母丘氏。具庆下。兄高舉。